# Slavonski Brod
Slavonski Brod (česky Slavonský Brod) je město ve východním Chorvatsku, v regionu Slavonie. Je centrem Brodsko-posávské župy. Jedná se o významné průmyslové město a dopravní křižovatku pro cestující do Záhřebu, Bělehradu a Bosny a Hercegoviny. Rozkládá se na samotné hranici s Bosnou a Hercegovinou, na řece Sávě. Žije zde 53 531 obyvatel.

## Název
Latinský název osídlení, který se používal v nejranějších obdobích existence sídla, zněl Marsonia. 
Název města odkazuje na historický brod přes řeku Sávu (obdobně jako např. u měst Uherský Brod, Český Brod, Makedonski Brod apod.) Název se zachoval v této podobě i přesto, že slovo brod označuje v moderní chorvatštině loď, spíše než brod. Maďarský název města zněl Bród (přejatý z chorvatštiny) nebo Nagyrév.[zdroj?]
Do 30. let 20. století neslo město název Brod na Savi, po roce 1941 bylo spojeno i s bosenským sídlem, které se nachází na druhé straně řeky. Současný název byl zaveden během existence Království Jugoslávie a schválen v březnu 1934 místními úřady.

## Poloha

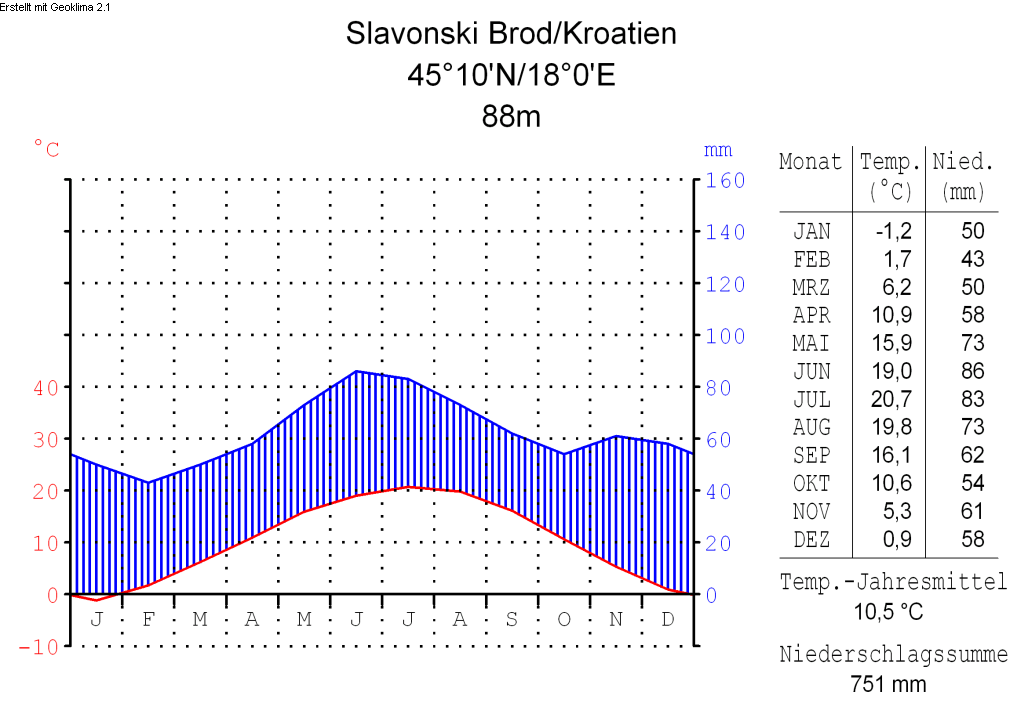
Klimatický diagram pro Slavonski Brod

Slavonski Brod se rozkládá na severním břehu řeky Sávy, u hranice s Bosnou a Hercegovinou. Město vzniklo v širokém údolí řeky, které ze severní strany ohraničuje pohoří Dilj a z jižní strany pohoří Motanica, Trebovac a vrchol Petar milostivi. 
Město se nachází 78 km severovýchodně od Banja Luky, 148 km severně od Sarajeva, 86 km severozápadně od Tuzly, 68 km jihozápadně od Osijeku a 175 km jihovýchodně od Záhřebu.
Okolo města se nacházejí četné rybníky, vinice a jezero Petnja.

## Klimatické poměry
V létě se maximální denní teploty ve Slavonském Brodu i jeho okolí pohybují kolem 25 až 30 °C. Mohou však také vystoupit na více než 35 °C i více během vln veder. Noci v létě bývají obvykle velmi teplé. Průměrné zimní teploty se pohybují kolem 0 až 5 °C, mohou ale klesnout až k −5 nebo −10 °C. Průměrné maximální teploty činí 10 až 11 °C. Nejvyšší teplota byla naměřena v roce 1968, a to 39 °C. Nejnižší teplota byla naměřena v roce 1963, −28 °C. Nejslunnějším měsícem je červenec s průměrným slunečním svitem 268 hodin.

## Historie

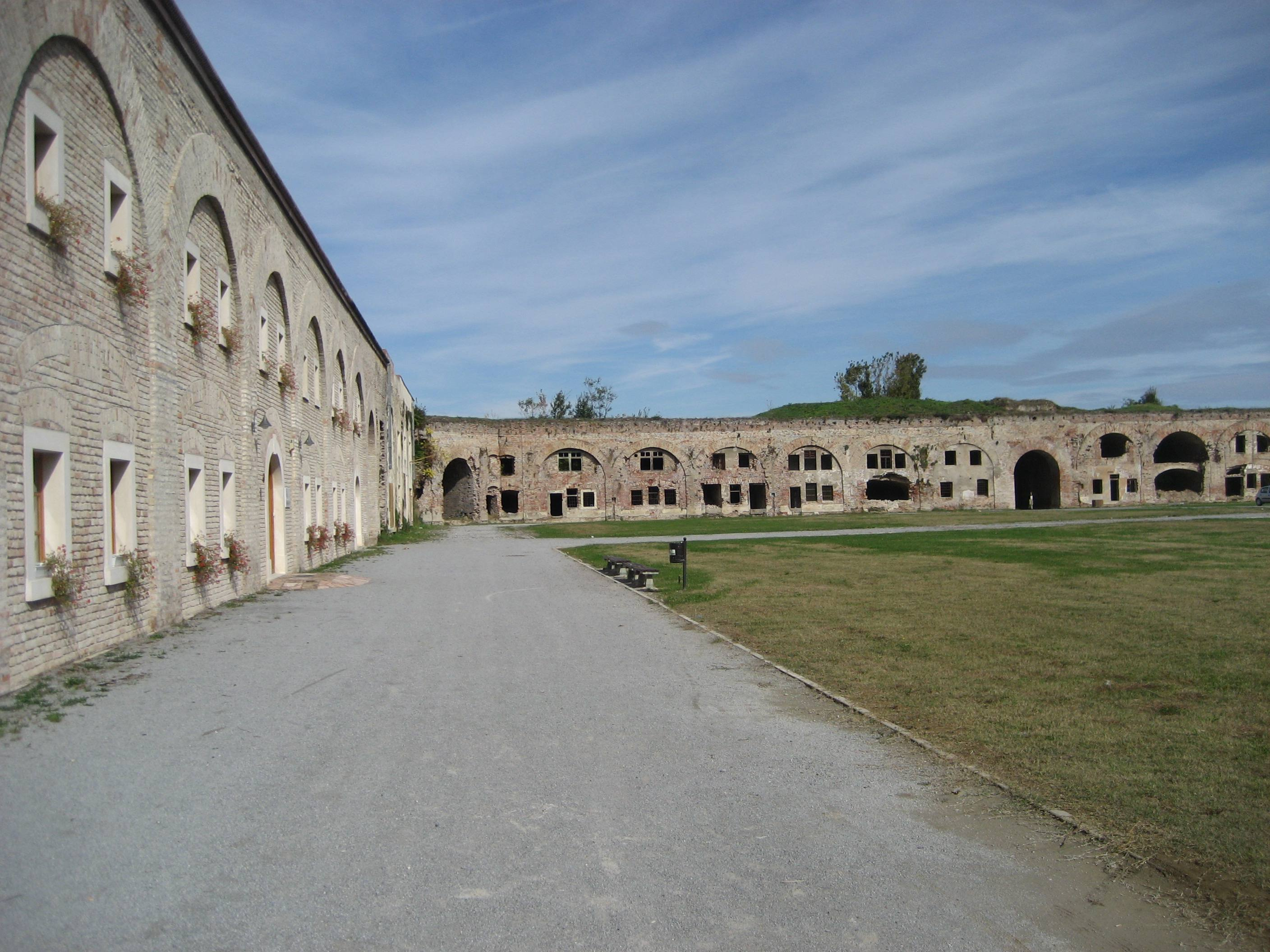
Pevnost ve Slavonském Brodu

Slavonski Brod existoval již za římských dob, v tomto období nesl název Marsonia. Název byl doložen na římském kamenném nápise, není však známo, zdali byla Marsonia tehdy osadou, městem nebo jen místem k přenocování poutníků/karavan. Osídlení se rozvíjelo v místě, kde bylo možné bezpečně a snadno překonat řeku Sávu. Rozvoj umožnil malý ostrůvek, který poskytoval optimální možnosti pro stálé osídlení.  V 6. století sem přišli Slované, později město připadlo Rakousku a Uhersku. V roce 1224 je poprvé město zaznamenáno pod současným názvem. 
Současný střed města vznikl nejspíše na přelomu 15. a 16. století, po osvobození tohoto kraje od Turků. V roce 1536 padla oblast dnešního města pod tureckou nadvládu, osvobozena byla roku 1691, v závěrečných letech Velké turecké války. Nová hranice po skončení bojů probíhala nicméně přímo vedle starého města po řece Sávě. Město tak získalo značný strategický význam. Ve snaze připravit se na případné útoky z jižního směru byla v letech 1715–1777 vybudována pevnost, obehnaná vodním příkopem. Město bylo začleněno do tzv. Vojenské hranice, militarizovaného pohraničního pásma s Bosnou a Hercegovinou, resp. Osmanskou říší. Hned po skončení války přišli do Slavonského Brodu také Františkáni, kteří zde vybudovali klášter. Škola, kterou při něm zřídili, měla nemalý význam pro postupný nárůst gramotnosti obyvatel města.

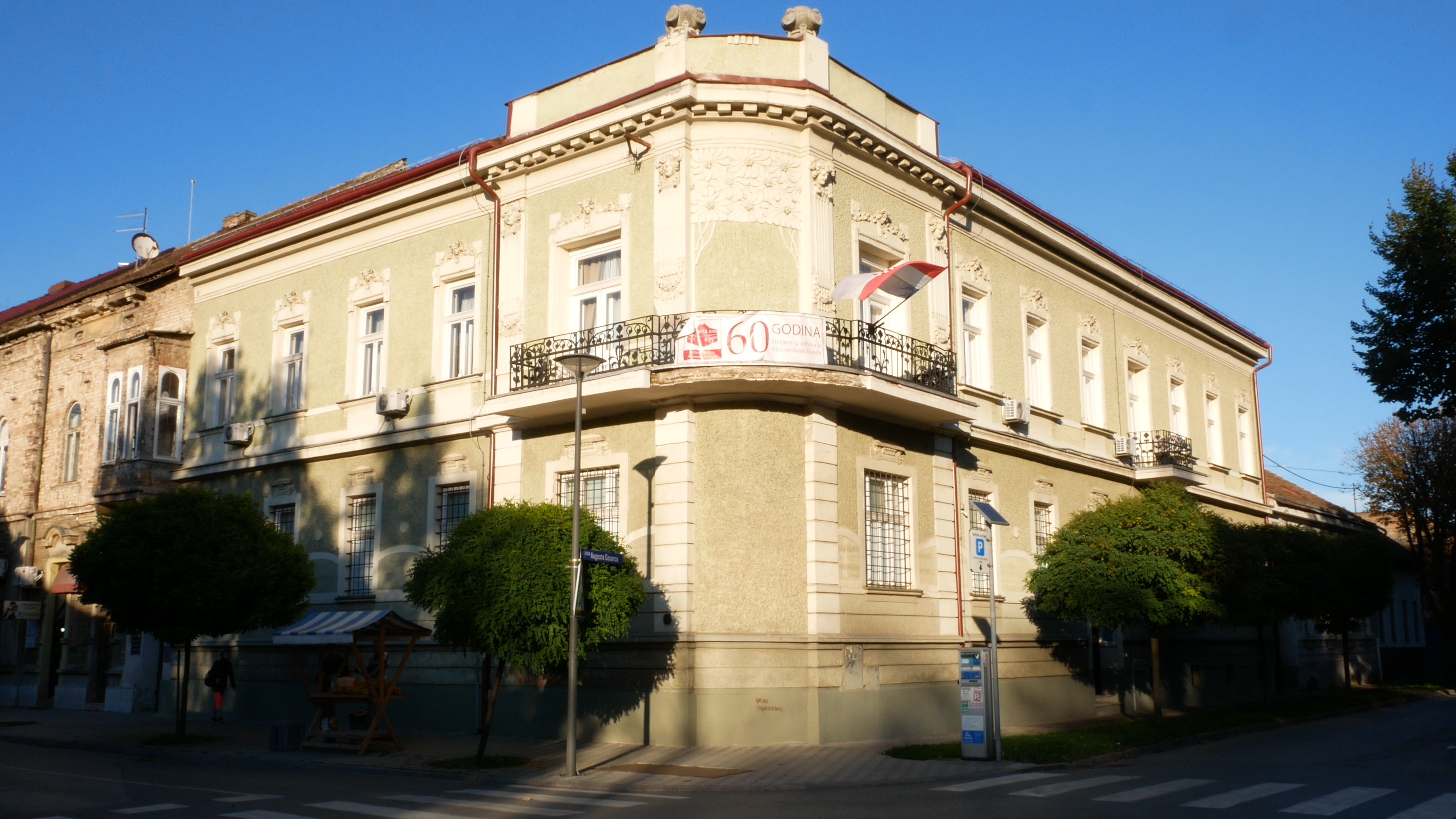
Budova státního archivu, jedna z mála budov, které se dochovaly po druhé světové válce

Ekonomický a městský rozvoj městečka, které mělo v té době jen asi 4 000 obyvatel, začal kolem roku 1870. Umožnily to především dvě skutečnosti; první bylo vyjmutí města z tzv. vojenské hranice, a druhou bylo zprovoznění železnice ze Záhřebu v roce 1878. Pro modernizaci města byla nezbytná radikální přestavba. Původní hradby byly strženy již v roce 1871. V následujícím roce byly vybudovány nové veřejné stavby, jako například celnice, okresní soud a daňový úřad. Postupně mizely původní dřevěné domy. Nová škola spatřila světlo světa v roce 1874. První průmyslové podniky, které zahrnovaly například pivovar nebo cihelnu, byly společně s mostem přes řeku Sávu dokončena v roce 1880. Pro Rakousko-Uhersko, jehož byl Slavonski Brod v té době součástí, představovalo město po roce 1878 bránu do Bosny a Hercegoviny. Proto právě odsud byla vedena nová trať na jih do Sarajeva (tzv. Bosenská dráha). Od roku 1900 mělo město i vlastní hasičskou zbrojnici. Před první světovou válkou se počet obyvatel blížil zhruba deseti tisícům.
V roce 1923 založil podnikatel pracující v oblasti zpracování dřeva a výroby nábytku Aleksandar Ehrman továrnu na výrobu dopravních prostředků a strojů. 
Po vzniku Nezávislého státu Chorvatsko bylo město přejmenováno na Brod na Savi a administrativně spojeno s Bosenským Brodem, který se nacházel na druhé straně řeky. V závěrečné části druhé světové války bylo město těžce poškozeno. Bombardováno bylo, stejně jako řada dalších měst na území dnešního Chorvatska, Srbska a dalších zemí, spojeneckým letectvem. Svrženo bylo až 15 000 bomb. Zahynulo několik tisíc lidí a zbořena byla značná část města, popelem lehly i historicky hodnotné budovy z 19. století. Důvodem pro tak masivní bombardování Slavonského Brodu byla především železnice, která sloužila mimo jiné pro německou armádu pro dopravu surovin z Bosny. Spojenecké vzdušné údery nakonec most zcela zničily; obnoven byl až v závěru 50. let 20. století. Po skončení války následovala rozsáhlá obnova, která si vyžádala značné náklady. Vznikly celé nové čtvrti, postaveno bylo nové nádraží. Město se nicméně kvůli přírodním podmínkám mohlo rozšiřovat pouze na západ a na východ; jižním směrem bylo omezeno řekou a severním potom kopci. Průmyslová zóna se rozšiřovala okolo místního nádraží.
V rámci znárodnění převzala jugoslávská vláda místní strojírenský podnik. Ten byl přejmenován na počest partyzána Đura Dakoviće a rozšířen. Stal se z něj jeden z největších jugoslávských průmyslových podniků a hlavní zaměstnavatel ve městě. Mezi další velké zaměstnavatele z této éry patřila potravinářská společnost Jasinje nebo společnosti Slavonia OI nebo Oriolik. Druhá polovina čtyřicátých let nicméně nepatřila mezi šťastná období v Jugoslávii, ani Chorvatsku. V létě 1947 na jednání politického vedení Svazu komunistů Chorvatska bylo předneseno, že stranická organizace připravila vraždu tří duchovních a šéfa železniční stanice. Zločin nikdy nebyl vyšetřen, komunisté však odstavili z funkce 17 místních osob.

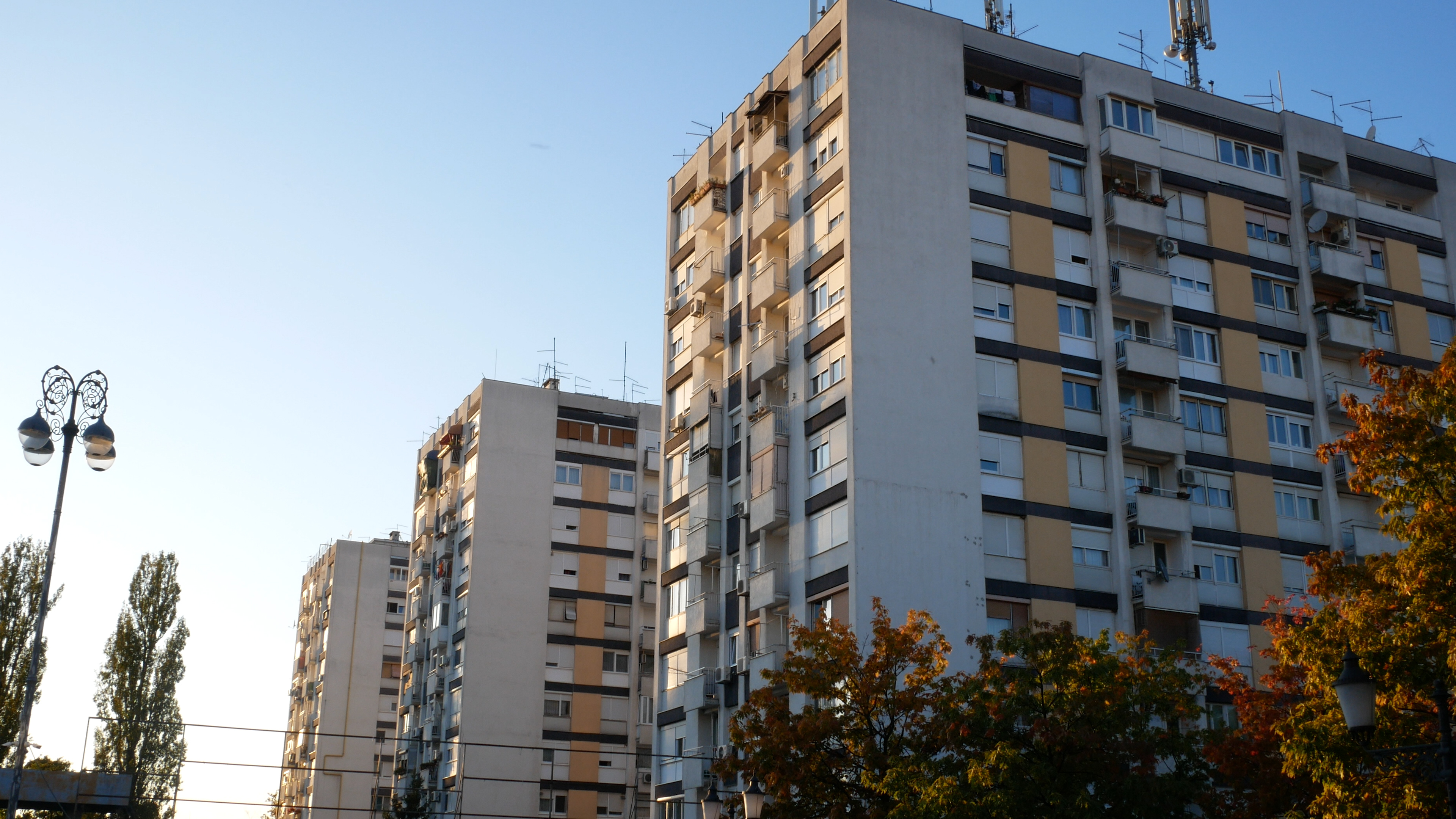
Výškové budovy z 80. let 20. století

V 80. letech 20. století bylo vybudováno sídliště, které dnes nese název po Andriji Hebrangovi. Zbudováno bylo na zelené louce na východním okraji města, za nízkou zástavbou rodinných domů. Tvoří jej několik výškových domů, ty jsou oddělené pěší zónou. Sídliště pojalo celkem 10 000 lidí. Poslední bytový dům byl na sídlišti dokončen až v roce 2005. V roce 1989 žilo ve Slavonském Brodu okolo padesáti tisíc obyvatel, z nichž okolo devíti procent bylo srbské národnosti. Ve výzkumném institutu podniku Đuro Daković ve Slavonském Brodu byl také v 80. letech vypracován podrobný model reaktoru Jaderné elektrárny Krško.
Během Chorvatské války za nezávislost se naplno ukázal strategický význam města, které představovalo hrdlo lahve v údolí řeky Sávy. Srbští ozbrojenci tak měli velký zájem na získání kontroly nad Slavonským Brodem. Město bylo často ostřelováno granátometnou palbou ze strany Jugoslávské lidové armády. Hlavním cílem byl především most přes řeku Sávu, který byl zničen a nahrazen na nějakou dobu mostem pontonovým. Během operace Koridor 92 mezi dubnem a říjnem 1992 bylo město pod těžkým ostřelováním bosenskosrbskými silami sídlícími za hranicí v bosenském Posáví. Na město bylo vypáleno celkem 11 651 dělostřeleckých granátů a čtrnáct raket 9K52 Luna-M a ze vzduchu bylo svrženo 130 leteckých pum, což mělo za následek smrt 116 civilistů včetně 27 dětí. Město bylo ostřelováno z území Bosny a Srbska. Do Slavonského Brodu přišel také nemalý počet uprchlíků z oblasti severní části Bosny a Hercegoviny, kteří se usadili v okolí města.
Na počátku 21. století byla do Slavonského Brodu dovedena dálnice A3, která jej spojuje se Záhřebem na západ a s Bělehradem (na východ). Součástí dálnice u Slavonského Brodu je i velké odpočívadlo s názvem Marsonija. Obnoveno bylo rovněž i centrum města; přestavěno bylo náměstí, promenáda na řece Sávě a značná část obce byla plynofikována.
V druhé dekádě 21. století byla modernizována a podstatně přestavěna třída Petra Svačića, která vede v blízkosti místního nádraží.

## Obyvatelstvo
V roce 2011 bylo při sčítání lidu ve Slavonském Brodu napočítáno 59 141 obyvatel. Z nich se 93,69 % přihlásilo k chorvatské národnosti, 1,95 % k srbské a 1,93 % k romské. Město tvořilo 37,3 % obyvatel Brodsko-posávské župy.
| Počet obyvatel v průběhu let (dle sčítání lidu) | Počet obyvatel v průběhu let (dle sčítání lidu) | Počet obyvatel v průběhu let (dle sčítání lidu) | Počet obyvatel v průběhu let (dle sčítání lidu) | Počet obyvatel v průběhu let (dle sčítání lidu) | Počet obyvatel v průběhu let (dle sčítání lidu) | Počet obyvatel v průběhu let (dle sčítání lidu) | Počet obyvatel v průběhu let (dle sčítání lidu) | Počet obyvatel v průběhu let (dle sčítání lidu) | Počet obyvatel v průběhu let (dle sčítání lidu) | Počet obyvatel v průběhu let (dle sčítání lidu) | Počet obyvatel v průběhu let (dle sčítání lidu) | Počet obyvatel v průběhu let (dle sčítání lidu) | Počet obyvatel v průběhu let (dle sčítání lidu) | Počet obyvatel v průběhu let (dle sčítání lidu) | Počet obyvatel v průběhu let (dle sčítání lidu) |
| ----------------------------------------------- | ----------------------------------------------- | ----------------------------------------------- | ----------------------------------------------- | ----------------------------------------------- | ----------------------------------------------- | ----------------------------------------------- | ----------------------------------------------- | ----------------------------------------------- | ----------------------------------------------- | ----------------------------------------------- | ----------------------------------------------- | ----------------------------------------------- | ----------------------------------------------- | ----------------------------------------------- | ----------------------------------------------- |
| 1857                                            | 1869                                            | 1880                                            | 1890                                            | 1900                                            | 1910                                            | 1921                                            | 1931                                            | 1948                                            | 1953                                            | 1961                                            | 1971                                            | 1981                                            | 1991                                            | 2001                                            | 2011                                            |
| 2 736                                           | 3 362                                           | 4 433                                           | 4 968                                           | 7 532                                           | 10 651                                          | 11 199                                          | 15 827                                          | 16 681                                          | 21 858                                          | 28 810                                          | 38 705                                          | 47 583                                          | 55 683                                          | 58 642                                          | 53 531                                          |

## Samospráva
V čele města stojí starosta (v roce 2020 jím byl Mirko Duspara). Zastupitelstvo města má 25 členů. Voleno je na čtyřleté volební období v komunálních volbách.

## Administrativní dělení
Město Slavonski Brod se dělí na tři administrativní celky: Brodski Varoš, Podvinje a město Slavonski Brod. Dvě dříve uvedené části se nacházejí na samotném okraji města. 
V rámci samotného města je administrativní jednotka Slavonski Brod rozdělena na následující části:
- Centar (centrum města)
- Budainka
- Naselje Zrinski-Frankopan
- Mali Pariz (Malá Paříž)
- Naselje A. Hebrang
- Naselje Slavonija 1
- Naselje Slavonija 2
- Brodsko Vinogorje
- Livada
- Marsonija
- Mikrorajon
- Plavo Polje
- Bjelis
- Colonia
- Jelas
- Lutvinka
- Krajiška
- Podvinje

## Kultura a kulturní památky
Hlavní a turisty nejvíce navštěvovanou[zdroj?] památkou Slavonského Brodu je pevnost (chorvatsky Tvrđava Brod) z počátku 18. století. Rovněž se v okolí města nachází i řada archeologických nalezišť. Mezi kulturní památky na území města patří také Františkánský klášter z roku 1694, stojící na břehu řeky Sávy, dále potom vodárenská věž z roku 1903, nebo budova Chorvatského domu (chorv. Hrvatski dom) z roku 1925. 
Místní kostely jsou následující:
- Kostel Nejsvětější Trojice v centru města u Františkánského kláštera.
- Chrám pomoci Panny Marie v centru města.
- Pravoslavný chrám sv. Jiří, budovaný v druhé dekádě 21. století.[14]
- evangelický kostel, postavený roku 1931.[15]

Místní muzeum je zasvěceno regionu brodského Posáví.
Místní náměstí, které nese název po spisovatelce Ivaně Brlić-Mažuranić je co do plochy největší v Chorvatsku.
Ve velkém parku se nachází památník zhruba čtyř set obětí chorvatské války za nezávislost.

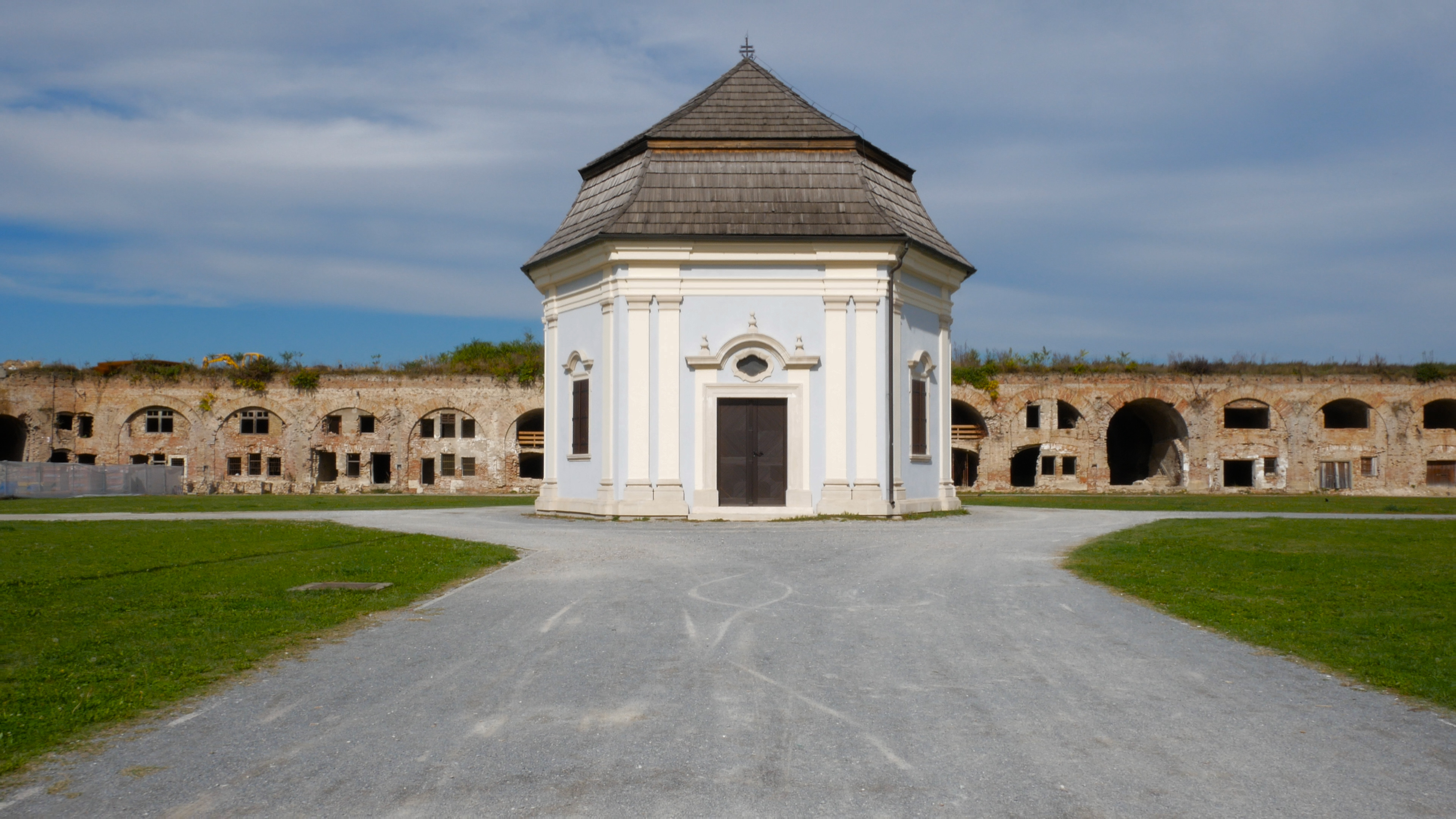
Kaple sv. Anny na nádvoří místní barokní pevnosti
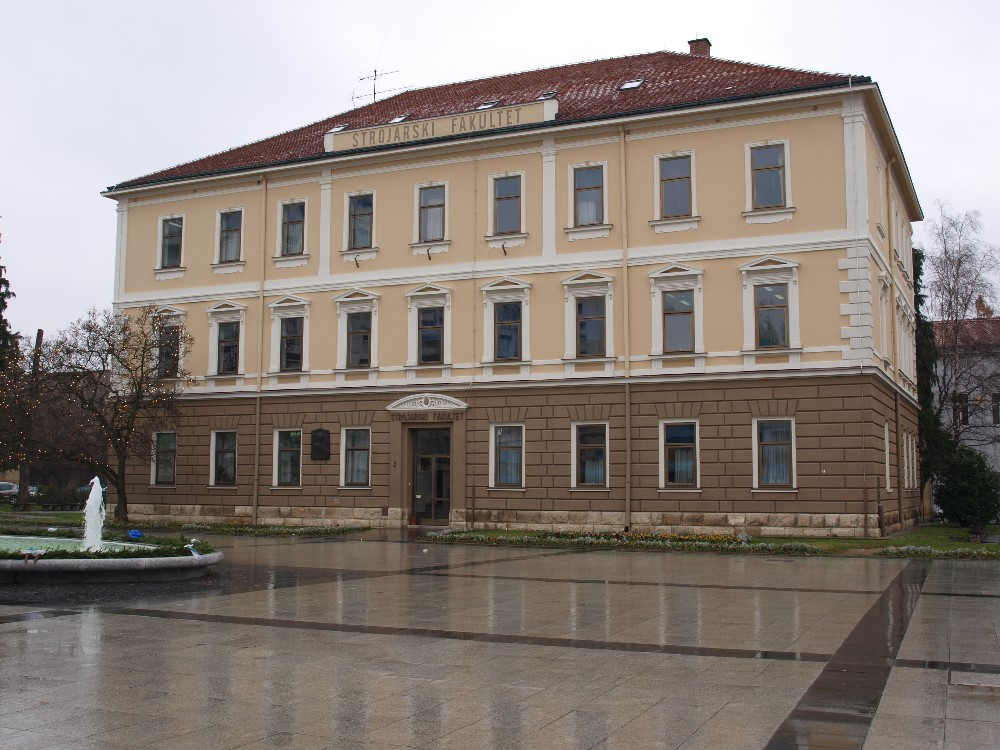
Strojírenská fakulta
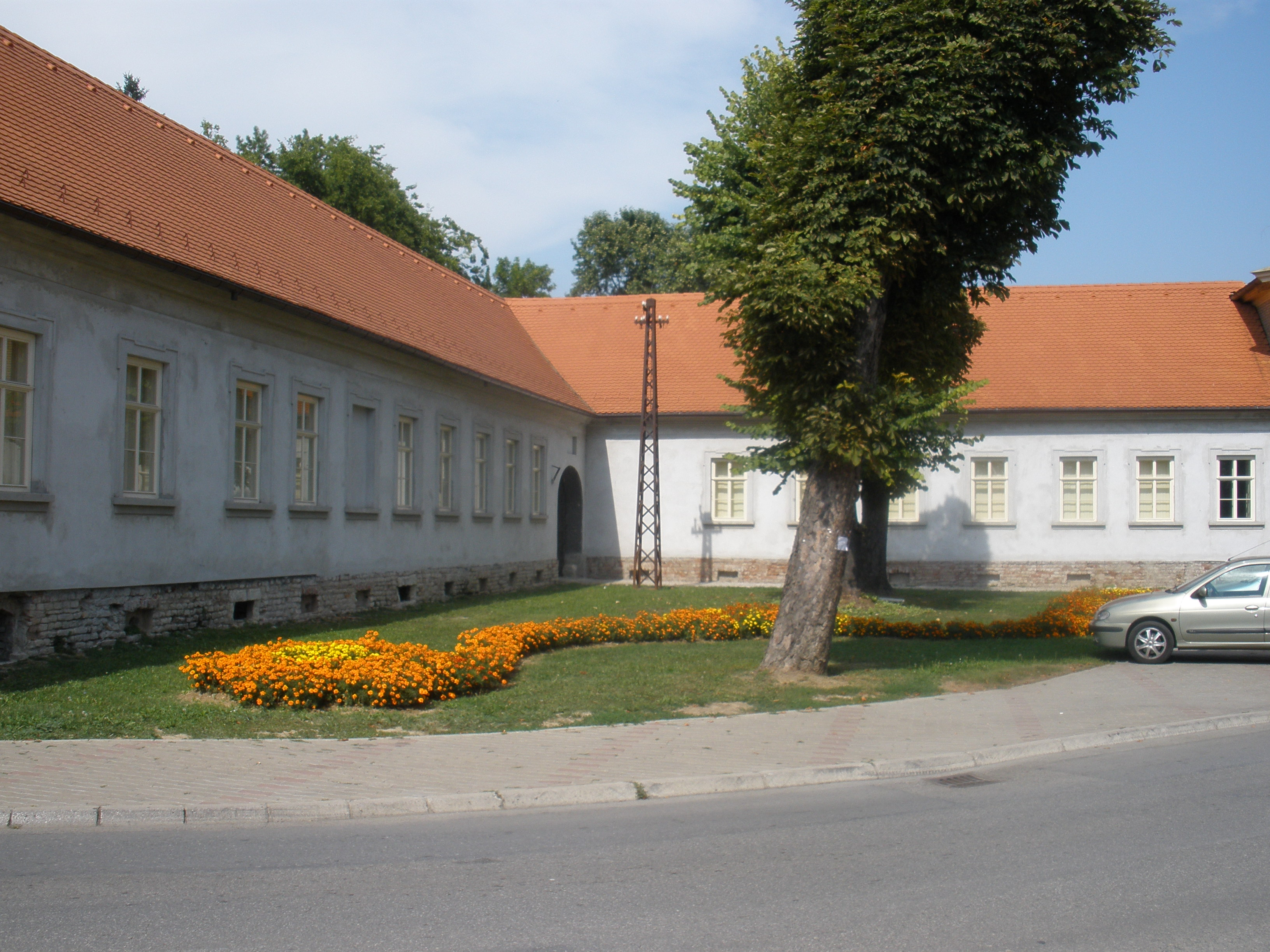
Muzeum brodského Posáví
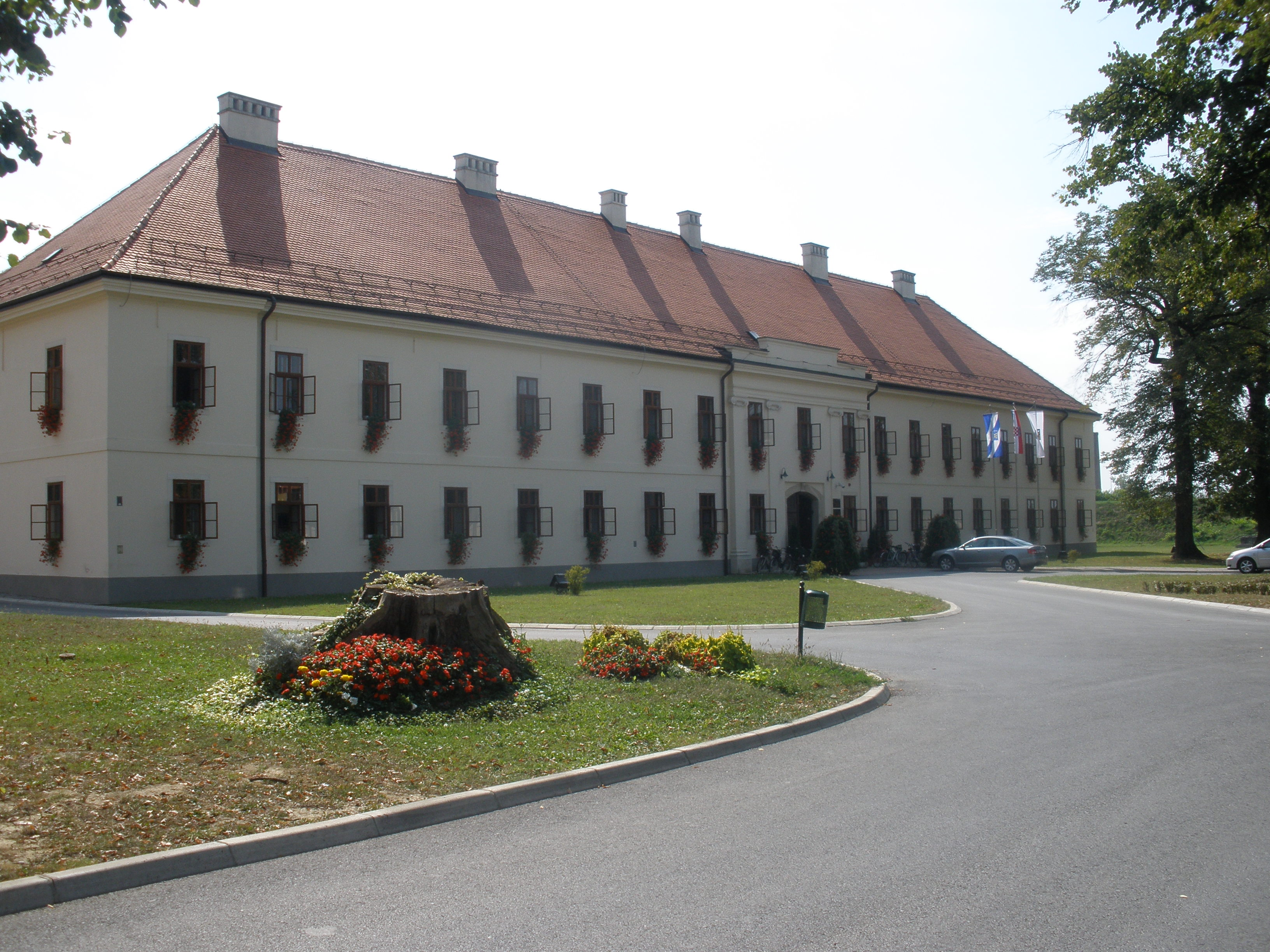
Sídlo radnice v barokní pevnosti
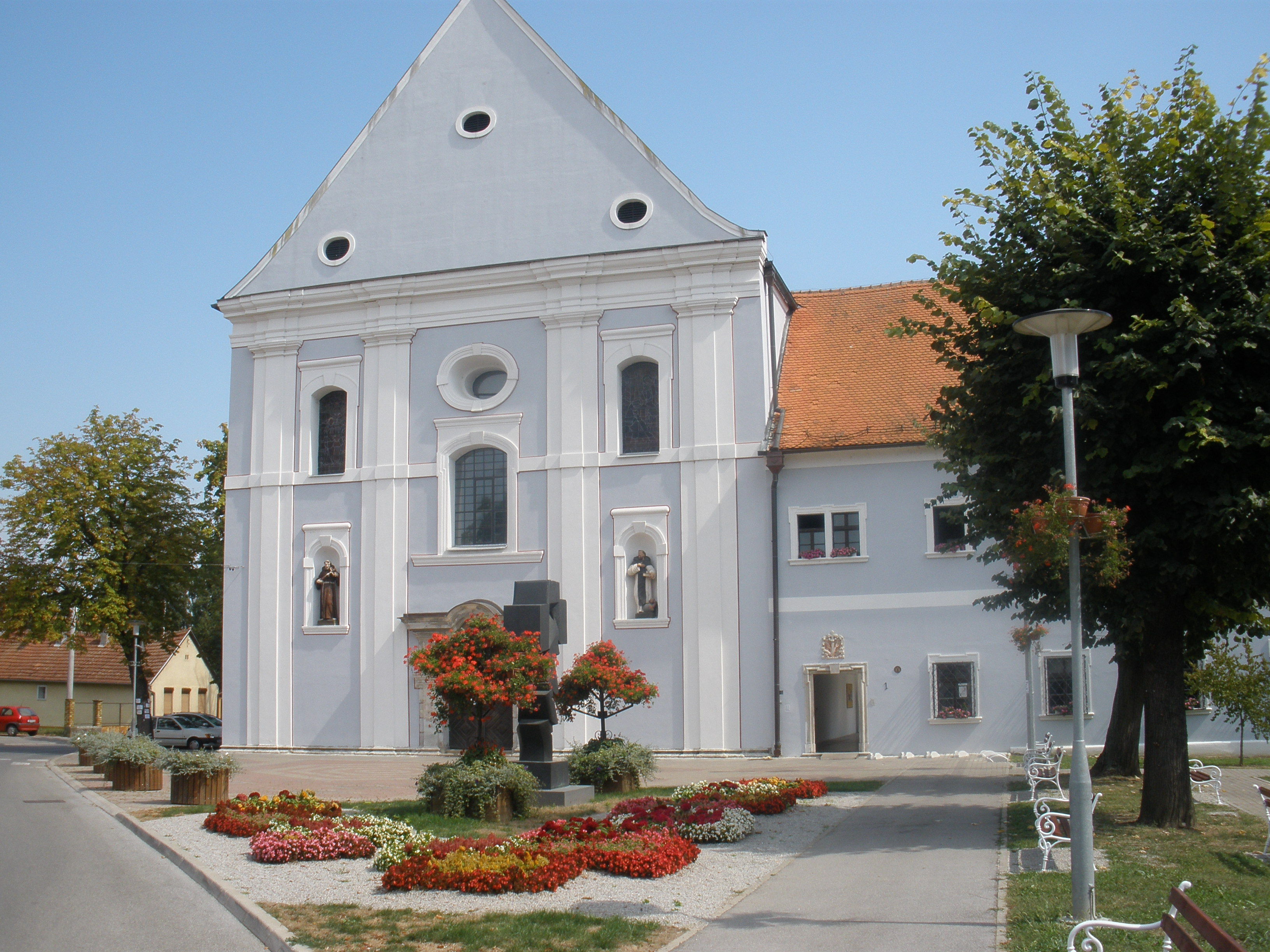
Františkánský klášter
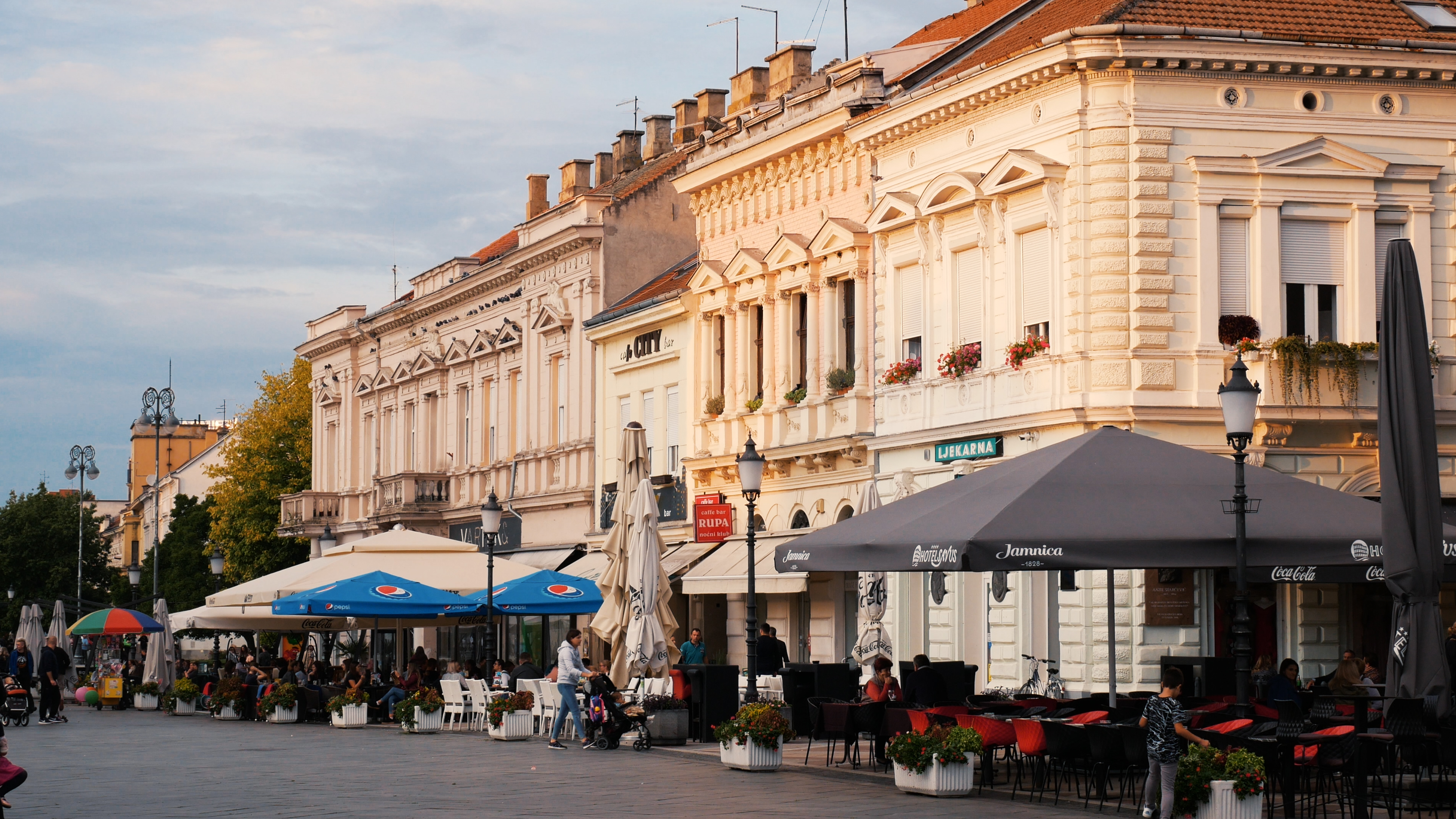
Střed města
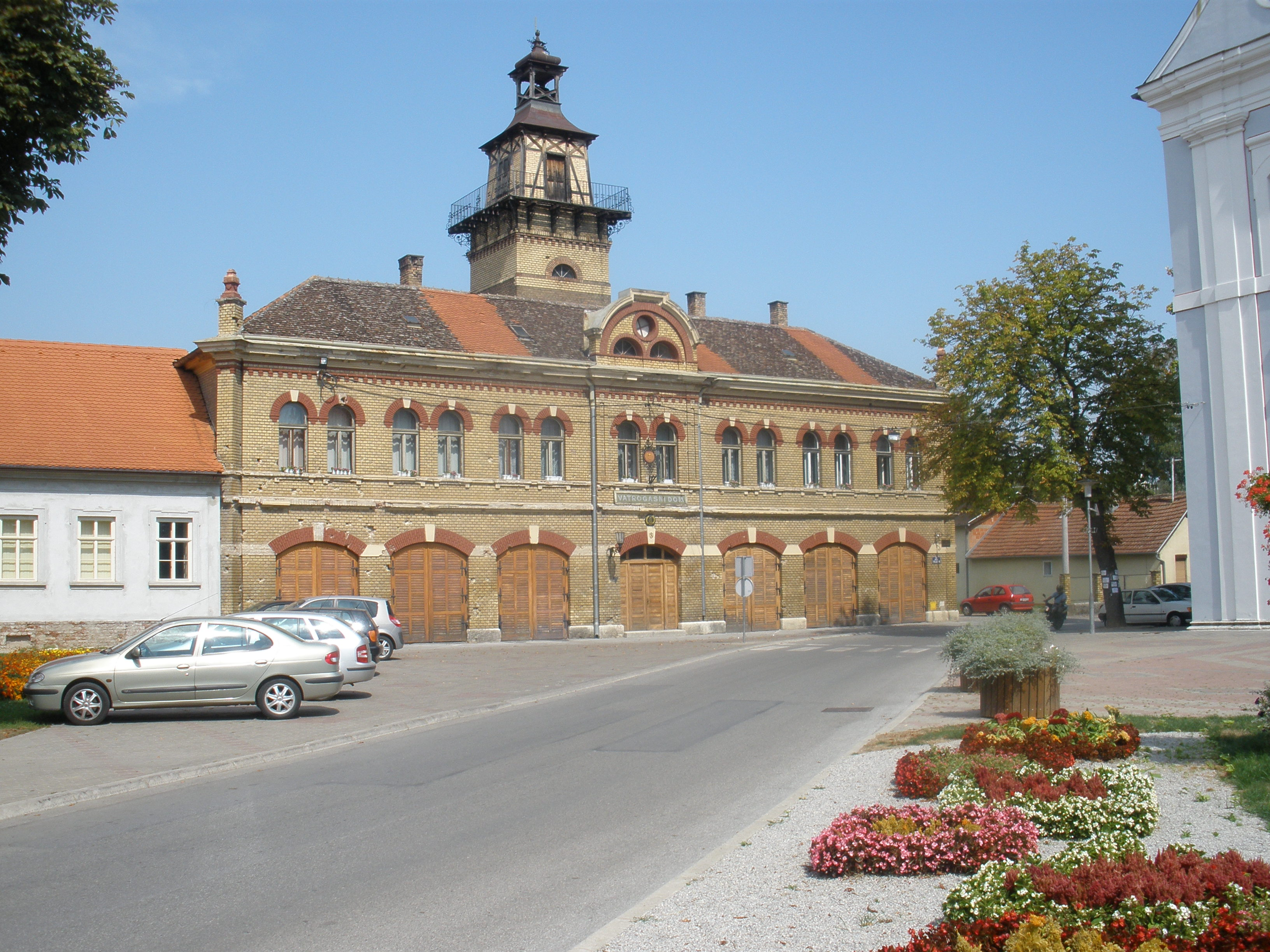
Hasičský dům

## Doprava

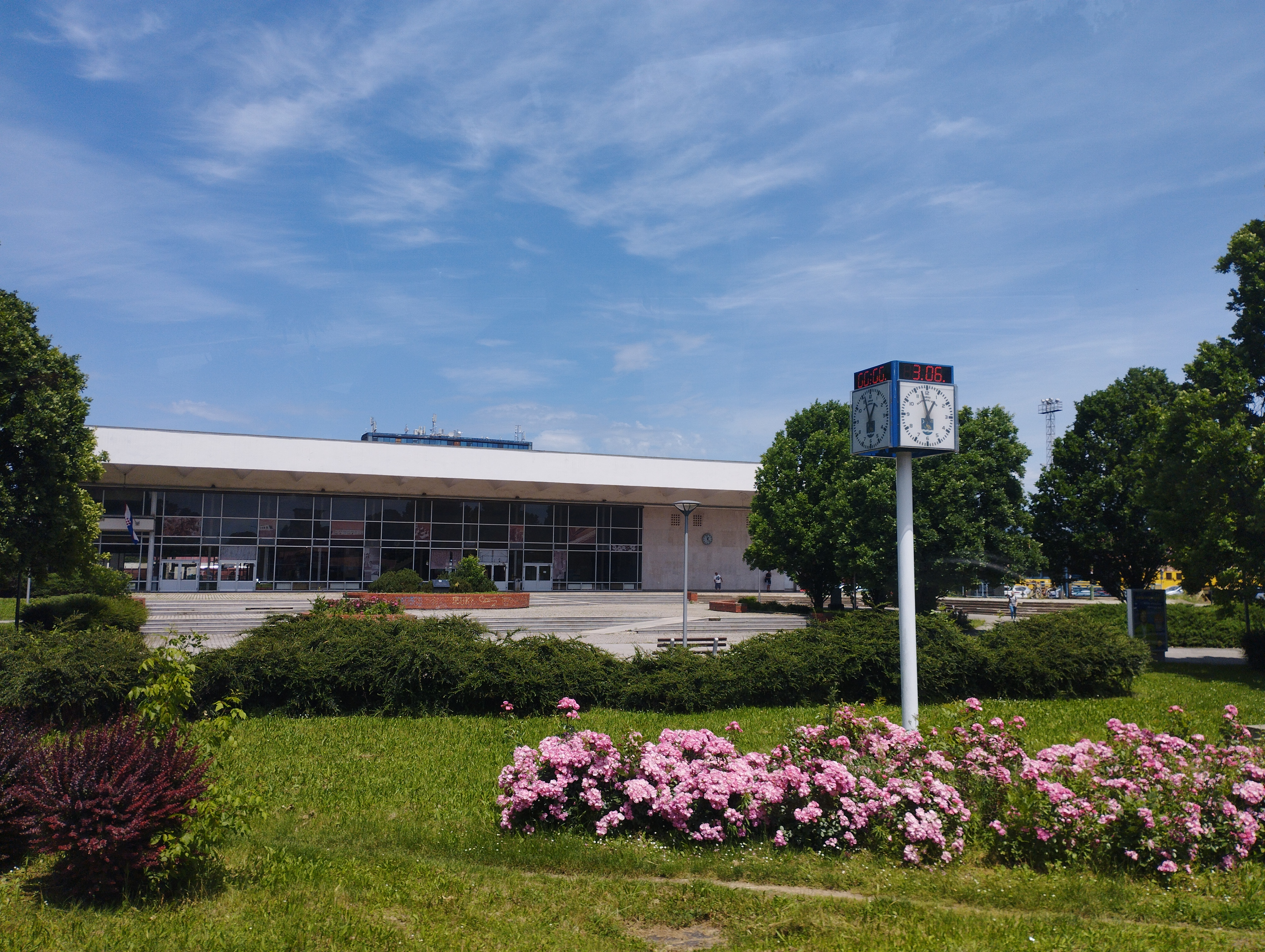
Budova nádraží

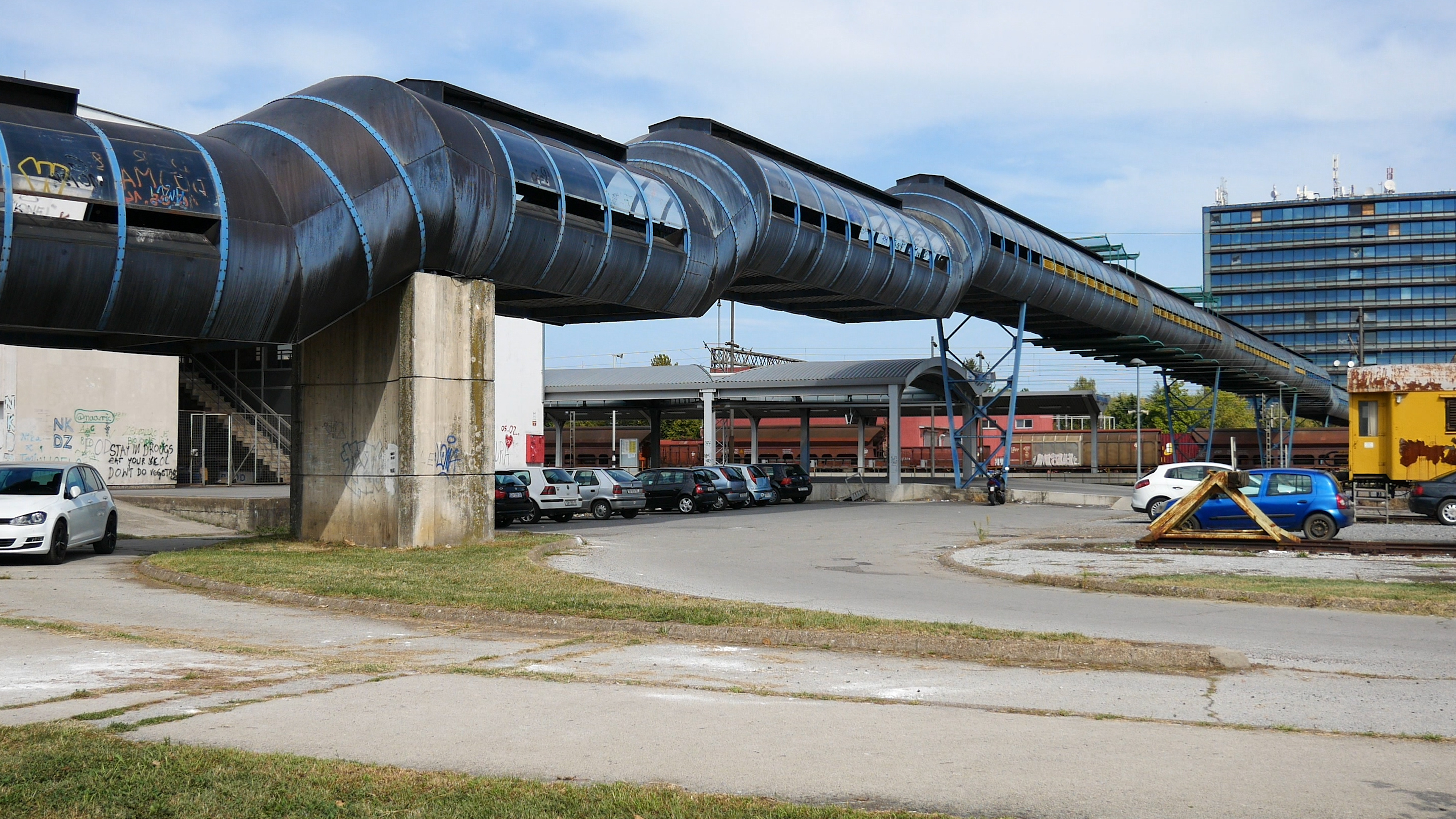
Lávka Đurův most přes místní nádraží

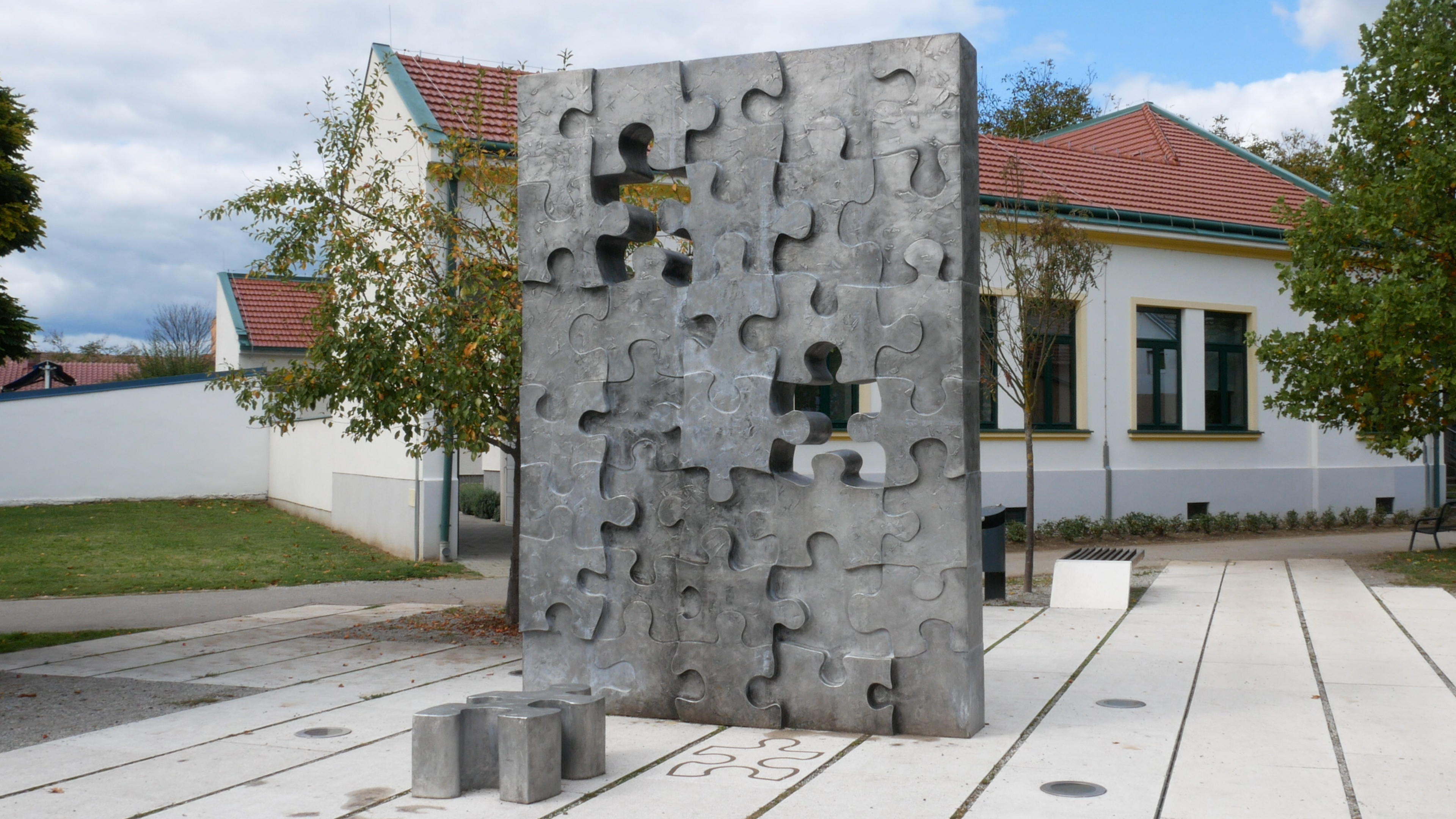
Památník dětem, které zahynuly během války v 90. letech 20. století

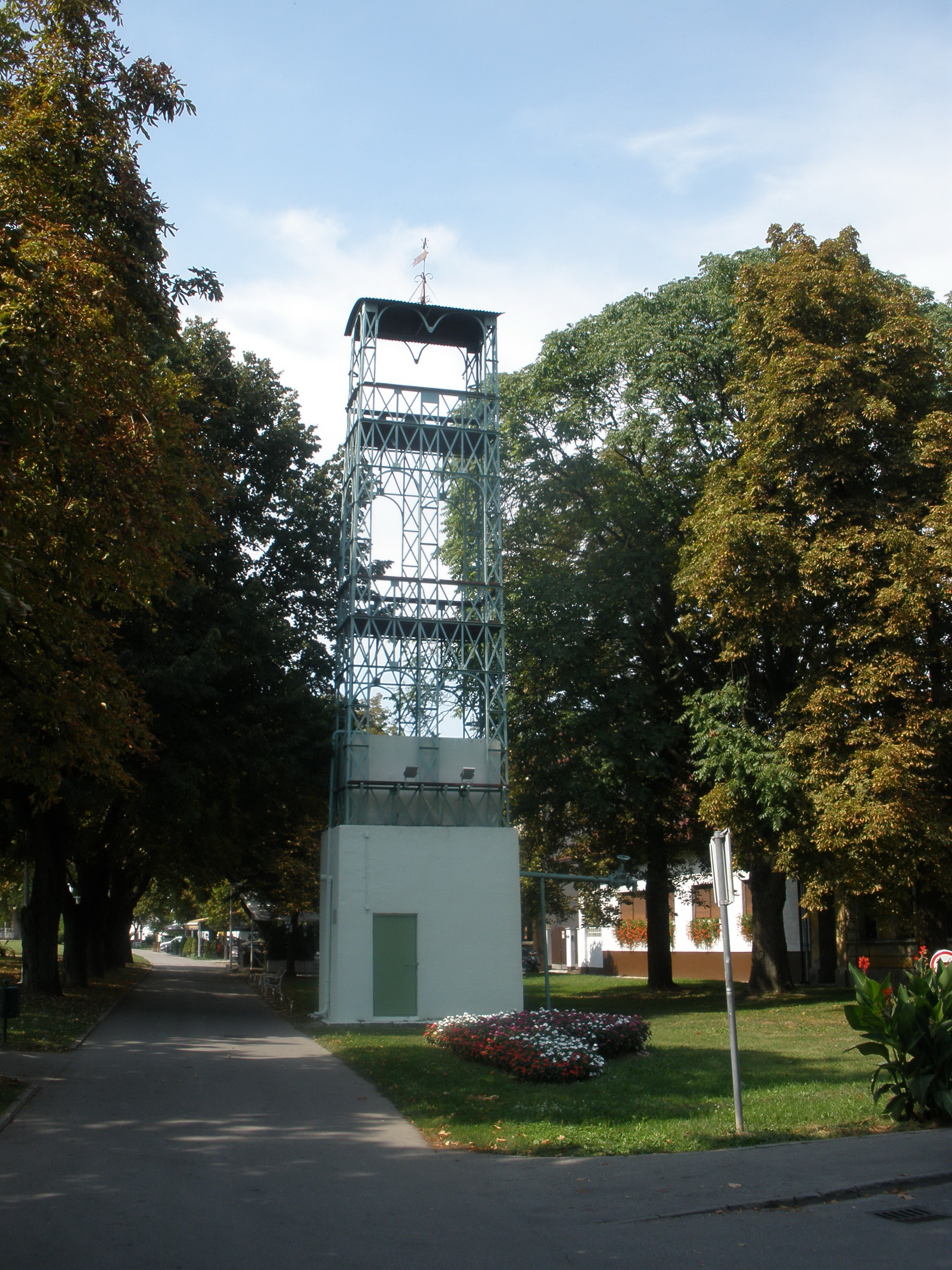
Vodárenská věž

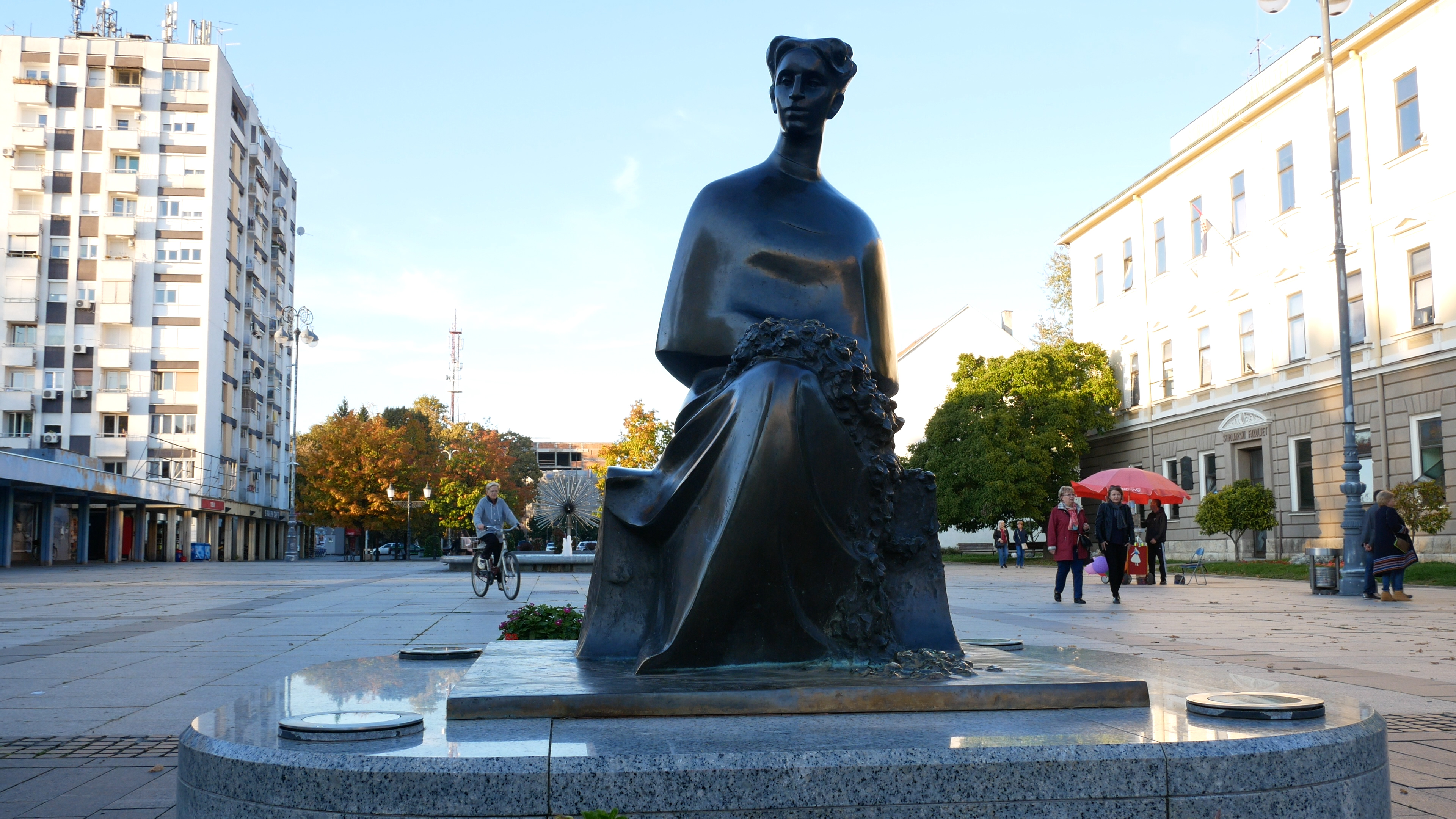
Socha Ivany Brlić-Mažuranić ve Slavonském Brodu

Slavonským Brodem prochází dálnice A3, která spojuje město se Záhřebem na západě a s Bělehradem na východě. Regionální silnice (např. D53 směrem na sever do města Našice) vedou do okolních obcí. Samotným Slavonským Brodem prochází silnice na jih do Bosny a Hercegoviny přes jediný silniční most na řece Sávě. Silnice spojuje město s Brodem na bosenské straně a městy Odžaci a Derventa v Bosně. 
Městem prochází Železniční trať Bělehrad–Záhřeb. V minulosti se zde odpojovala směrem na jih úzkorozchodná trať Bosenské dráhy.
Město má vlastní autobusové nádraží a síť několika linek městské autobusové dopravy.

## Ekonomika
V Slavonském Brodu se nachází řada průmyslových podniků. Většina z nich byla zbudována v období existence socialistické Jugoslávie, jejich rozvoj byl značně omezen během 90. let především kvůli válce. Řada firem se ocitla v insolvenci nebo zkrachovala. Na začátku 21. století došlo k zlepšení situace a obnovila se i výroba v oblasti dopravních prostředků, autodílů, vojenská výroba a další. Zastaralé podniky byly modernizovány za pomoci zahraničního kapitálu a příchodu nových technologií. 
Vzhledem k blízkosti města Brod (dříve Bosanski Brod) řada obyvatel Slavonského Brodu často jezdí nakupovat potraviny a další zboží přes hranici do Bosny a Hercegoviny.[zdroj?]

## Školství
Od roku 2020 má město Slavonski Brod vlastní univerzitu. Ještě předtím byly ve městě umístěny některé fakulty Univerzity v Osijeku. 
Ve městě se nachází 13 základních a 8 středních škol a dvě střední odborná učiliště.

## Osobnosti
- Radovan Delalle (* 1935), architekt
- Hilde Krahl (1917–1999), rakouská herečka, vlastním jménem Hildegard Kolačný
- Mario Mandžukić (* 1986), fotbalista
- Branko Radičević (1824–1853), srbský básník
- Vladimír Třebín (1923–1994), český kněz a agent Státní bezpečnosti
- Josip Weber (1964–2017), fotbalista
- Ivana Brlić-Mažuranić[4], spisovatelka, která značnou část života strávila ve Slavonském Brodu
- Mia Čorak Slavenska, primabalerina
- Dragutin Tadijanović, básník
- Vladimir Becić, chorvatský malíř
- Andrija Štampar, zdravotník
- Matija Mesić, první rektor Záhřebské univerzity
- Josip Stadler, sarajevský arcibiskup
- Milan Amruš, starosta Záhřebu
- Vjekoslav Klaić, historik
- Hugo Badalić, básník
- Marko Kutlić, zpěvák
- Vasil Antipov, malíř
- Kornelija Kvesić, chorvatská basketbalistka
- Ana Titlić, chorvatská házenkářka
- Hilde Krahl, rakouská herečka
- Zvonimir Toldi, rakouský etnolog
- Silvije Tomašević, novinář
- Đuro Đaković, partyzán
- Dragutin Horkić, spisovatel
- Zdravko Tomac, politik
- Ivica Račan, politik
- Krunoslav Kern, malíř
- Zdravko Ćosić, malíř
- Stjepan Vladimir Letinić, básník
- Tomo Skalica, první Chorvat, který obeplul svět.[4]